# Boy meets Maria
Boy meets Maria (japonès: ボーイミーツマリア, hepburn: Bōi mītsu Maria, lit. ‘El noi coneix la Maria’) és un manga BL japonès escrit i dibuixat per PEYO, pseudònim utilitzat inicialment pel mangaka Kōsei Eguchi, i que va ser publicat per Canna Comics, segell editorial de Printemps Shuppan, el novembre de 2018. L'obra descriu la relació entre dos estudiants de batxillerat membres del club de teatre, i si bé l'obra s'enquadra en termes generals dins del gènere BL, el relat en realitat tracta temes com el transgènere i està centrat en l'acceptació de la pròpia identitat sexual, i a través d'això en la superació personal i l'encaix social.

## Argument
L'obra descriu la relació entre un estudiant de batxillerat bastant innocent, en Taiga Hirosawa, que sempre ha volgut ser com els herois que el fascinaven durant la seva infantesa, i en Yu Arima, un altre estudiant del mateix curs, membre del club de teatre. En Taiga, que acaba d'entrar a l'institut, s'enamora a primera vista de la qual és coneguda habitualment al club com la Verge Maria, una noia que forma part d'un grup de ball i estrella del club de teatre. En Hirosawa n'acaba tant enamorat que decideix declarar-li el seu amor a la Maria demanant-li que es converteixi en l'heroïna de la seva vida, però quan ho fa acaba revelant-se que la Maria en realitat és un home.

## Publicació
L'obra va publicar-se primer a la revista BL Anthology Canna, de l'editorial Printemps Shuppan. Posteriorment va ser llançada al mercat al Japó en volum recopilatori (tankobon) en format físic en paper, el 28 de novembre de 2018 i, una mica més tard, va sortir en format electrònic el 5 de desembre del mateix any. Aquesta publicació consta inclosa en el catàleg de Canna Comics, secció i segell editorial especialitzat en mangues BL de la companyia France Shoin Inc. Posteriorment, l'obra va ser llicenciada en llengua castellana a Espanya per l'editorial Milky Way Ediciones.
| Volum | Data de publicació     | Editorial                        | ISBN          | Ref.  |
| ----- | ---------------------- | -------------------------------- | ------------- | ----- |
| 1     | 28 de novembre de 2018 | Canna Comics (France Shoin Inc.) | 9784829686133 | [ 1 ] |